# Železniško postajališče Žalna
Železniško postajališče Žalna je eno izmed železniških postajališč v Sloveniji, ki oskrbuje bližnje naselje Žalna.